# Belfortstraße 5 (München)

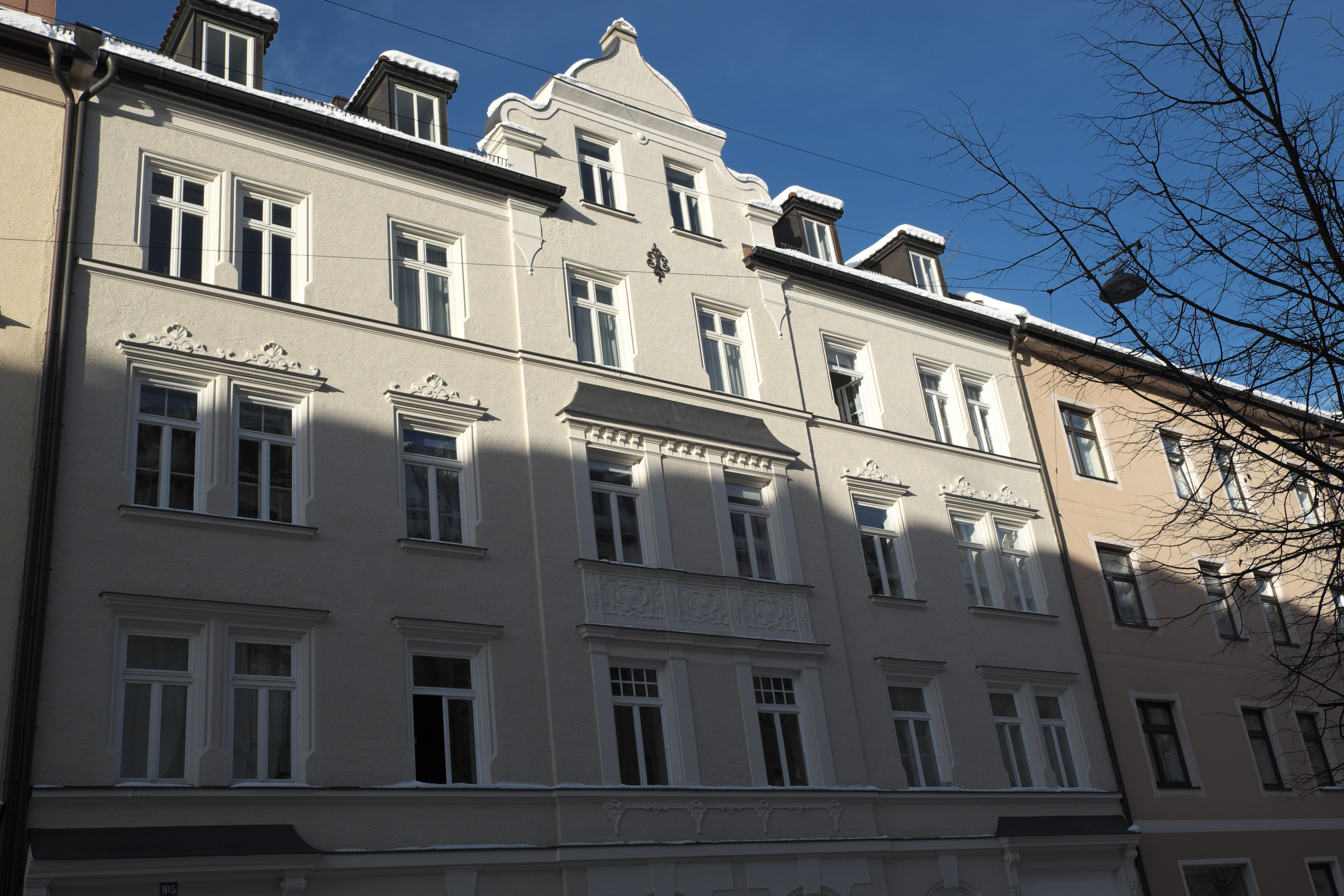
Haus Belfort Straße 5 in München-Haidhausen

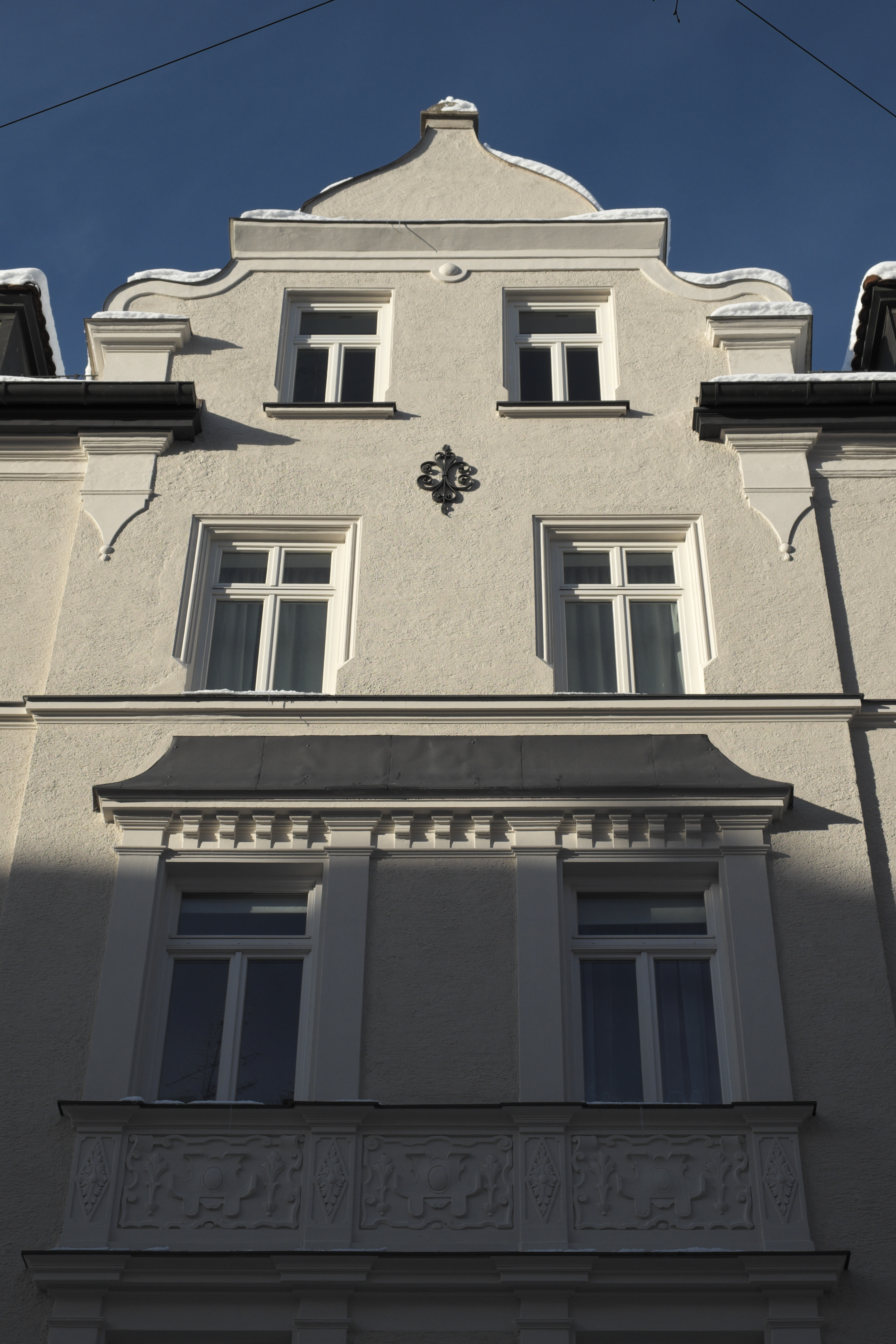
Fassadenschmuck

Das Haus Belfortstraße 5 ist ein denkmalgeschütztes Mietshaus im Münchner Stadtteil Haidhausen.
Das Haus im Stil der „deutschen Renaissance“ mit Stuckdekor wurde um 1890/1900 errichtet.